# پایتزاره
پایتزاره (ارمنی: Պայծառե؛  زادهٔ ۱۸۵۹ - درگذشته ۱۹۰۴) گوسان و عاشوق اهل ارمنستان بود.

## زندگی‌نامه
وی با نام اصلی وارشام ترداینتس (ارمنی: Վարշամ Տրդատյան) در ۱۸۵۹ به دنیا آمد . . وی در ۱۹۰۴ در سن ۴۵ سالگی در آلکساندراپول درگذشت.